# Ji Yue 07
Ji Yue 07 (або JIDU 07) ― це електричний седан, що випускається компанією Jidu Auto під брендом Ji Yue.

## Історія

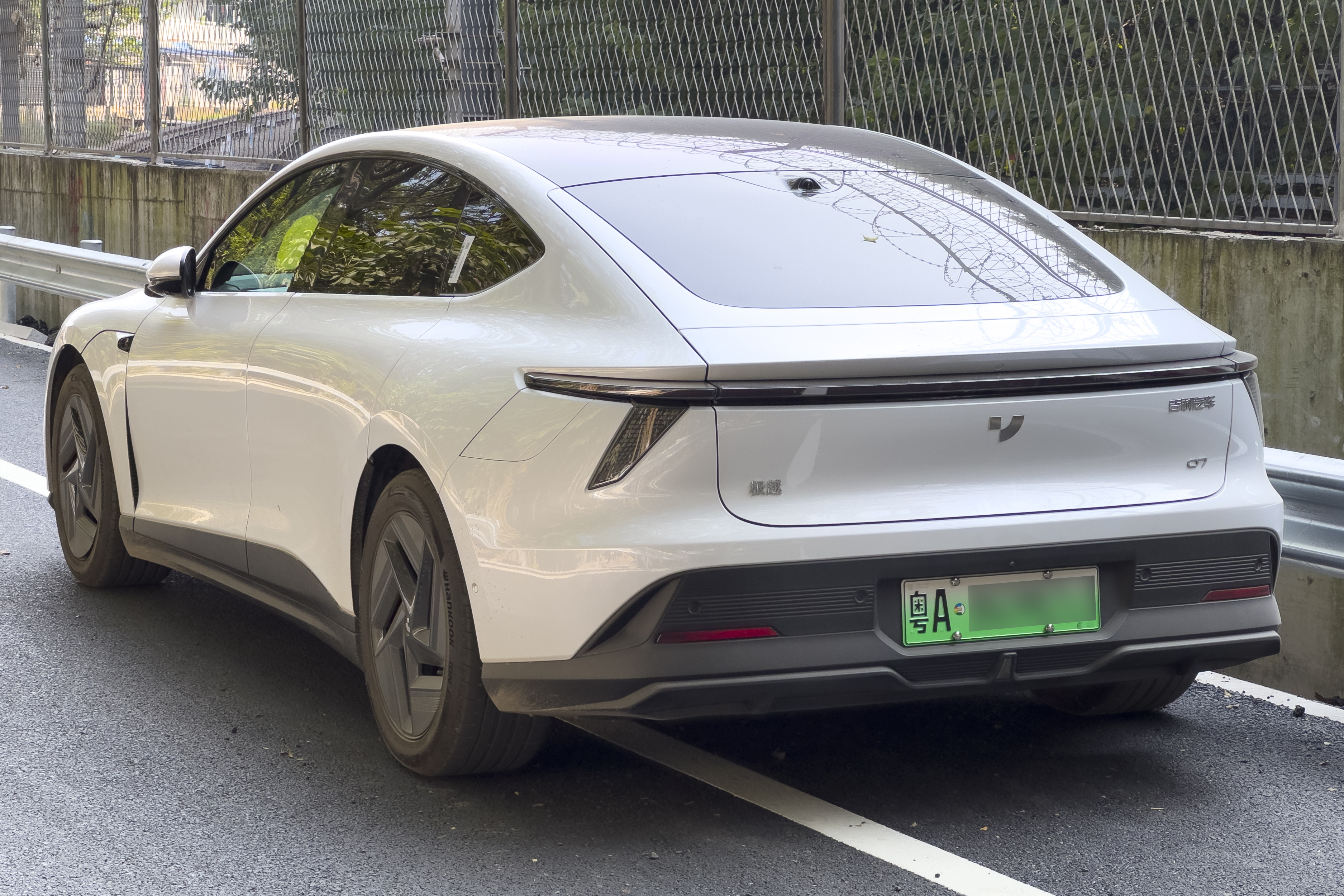

Вперше про плани розширення портфоліо тоді ще бренду Jidu Auto було оголошено наприкінці грудня 2022 року, коли відбулася прем'єра прототипу Jidu Robo-02, близького до серійного. Протягом наступного року компанія змінила назву на Ji Yue, а серійна ітерація отримала назву, відмінну від оригінальної Ji Yue 07. Перша інформація про автомобіль була опублікована наприкінці грудня 2023 року, представивши великий, понад 4,95 метра седан, що розвиває стилістичну мову кросовера Ji Yue 01.
Характерними візуальними рисами 07 є тонкий, аеродинамічний силует з гострокутними фарами, доповненими вузькою світловою смугою, що проходить через капот. Пологий дах увінчаний світловою смугою і висувним спойлером. Автомобіль побудований на модульній платформі SEA1 концерну Geely, на якій базується широке портфоліо моделей різних брендів китайського конгломерату.
У салоні використовується мінімалістичний, строгий дизайн, в основі якого лежить широкий, просторий дисплей, що домінує над усією панеллю приладів, а також кермо без верхнього обода. Програмне забезпечення використовує технології Nvidia, а також рішення штучного інтелекту.

## Технічні характеристики
Модель 07 була створена виключно з електроприводом. Базова, задньопривідна версія має 268-сильний двигун у поєднанні з батареєю на 71,4 кВт-год і запас ходу до 660 кілометрів у стандарті вимірювання CLTC. Крім того, можна також вибрати більшу батарею на 100 кВт-год із запасом ходу до 880 км CLTC. Топова специфікація з приводом AWD і загальною потужністю 536 к.с. отримала лише батарею з запасом ходу до 770 кілометрів CLTC.